# Liste der Kulturdenkmale in Kalbe (Milde)
In der Liste der Kulturdenkmale in Kalbe (Milde) sind alle Kulturdenkmale der Gemeinde Kalbe (Milde) und ihrer Ortsteile aufgelistet. Grundlage ist das Denkmalverzeichnis des Landes Sachsen-Anhalt, das auf Basis des Denkmalschutzgesetzes des Landes Sachsen-Anhalt vom 21. Oktober 1991 durch das Landesamt für Denkmalpflege und Archäologie Sachsen-Anhalt erstellt und seither laufend ergänzt wurde (Stand: 1. Dezember 2023).

## Kulturdenkmale nach Ortsteilen

### Kalbe (Milde)
Gebäude teilweise 2022 als Baudenkmal ausgewiesen.

| Lage | Bezeichnung                     | Beschreibung                                                                                                 | Erfassungs- nummer | Ausweisungsart               | Bild                            |
| --- | ------------------------------- | --- | ------------------ | ---------------------------- | ------------------------------- |
| Nahe am so genannten Werder | Kanal                           | | 094 97885          | Baudenkmal                   |                                 |
| Kalbe (Milde) Richtung Bühne, Abzweig Richtung Vahrholz (Karte) | Wegweiser                       | | 094 97952          | Baudenkmal                   | BW                              |
| Alte Bahnhofstraße, nordöstlicher Ortsausgang, hinter den Bahnschienen, Richtung Altmersleben (Karte) | Lokschuppen                     | Lokschuppen Schuppen der stillgelegten Altmärkischen Kleinbahn                                               | 094 97892          | Baudenkmal                   | Lokschuppen                     |
| Alte Bahnhofstraße 8 (Karte) | Wohn- und Geschäftshaus         | Wohn- und Geschäftshaus                                                                                      | 094 97893          | Baudenkmal                   | Wohn- und Geschäftshaus         |
| Alte Bahnhofstraße 10 (Karte) | Postamt                         | Postamt zweigeschossiges, 1927 errichtetes ehemaliges Postamt                                                | 094 97894          | Baudenkmal                   | Postamt                         |
| Alte Bahnhofstraße 12, 14 (Karte) | Häusergruppe                    | | 094 97895          | Denkmalbereich               | Häusergruppe                    |
| Alte Bahnhofstraße 18 (Karte) | Villa                           | | 094 97896          | Baudenkmal                   | Villa                           |
| Alte Bahnhofstraße 28 (Karte) | Kulturhaus                      | Kulturhaus Kreiskulturhaus von 1956 mit Erweiterungen von 1958 und 1977                                      | 094 97853          | Baudenkmal                   | Kulturhaus                      |
| Ernst-Thälmann-Straße 31, 33, 35, 36, 37, 38, 52, 53, 54, 55, 56, 57 Ortsmitte (Karte) | Straßenzug                      | | 094 61254          | Denkmalbereich               | BW                              |
| Alte Bahnhofstraße, Ernst-Thälmann-Straße (Karte) | Platz                           | | 094 97900          | Baudenkmal                   | Platz                           |
| Am Burggraben, Straße der Jugend, Straßenwiesen siehe Anlage (Karte) | Burg Kalbe                      | Wasserburg                                                                                                   | 094 06511          | Baudenkmal                   | Weitere Bilder                  |
| Ernst-Thälmann-Straße 2 (Karte) | Wohnhaus                        | Wohnhaus | 094 97898          | Baudenkmal                   | Weitere Bilder                  |
| Ernst-Thälmann-Straße 1, 2, 3, 4, 5, 6, 7, 8, 9, 10, zwischen Nr. 10 und Nr. 14 ein Bau (vielleicht Nr. 12), 11, 13, 14, 15, 16, 17, 18, 19, 20, 21, 22, 23, 24, 25, 26, 27, 28, 29, 30, 31, 32, 33, zwischen Nr. 32 und Nr. 40 drei Bauten, (vielleicht Nr. 34, 36, 38), 35, 37, 39, 40, 42, 44, und der, westliche Eckbau Ernst-Thälmann-Straße/Schulstraße Gardelegener Straße 1, 2, 3, 4, 5, 6, 7, 8 (Baulücke), 9, 10, 11, 12, 13, 13a, 14, 15, 16, 17, 18, 19, zwischen Nr. 18 und, Nr. 20 ein Bau, 20, 21, 22, 23, 24, 25, 26, 27, 28, 29, 30, 31, 32, 33, 34, 35, 36, 37, 38, 39, 40, 42, 44 Gerichtstraße 1 (Baulücke) 2, 3, 4, 5, 6 (Baulücke), 7 und, 9 (Baulücken) 8, 10, 11, 12, Baulücke zwischen Nr. 11 und, Nr. 17 und zwischen Nr. 12 und Nr. 16 (vielleicht die Nr., 14), 16, 17, Baulücke zwischen Nr. 16 und Nr. 20, (vielleicht die Nr. 18) 19, 20, 21, 22 (2x), 23, 24, 25, (Baulücke) 27, 28, 29 (Baulücke) 30, 31, 32, 33, 34, 35, 35a, 36, 37, 38, 38a, 40, Baulücke nördlich von Nr. 41, Ecke Stege, 41, 42, 4 | Altstadt                        | | 094 97855          | Denkmalbereich               |                                 |
| Ernst-Thälmann-Straße 10 (Karte) | Wohnhaus                        | Wohnhaus | 094 18838          | Baudenkmal                   | BW                              |
| Ernst-Thälmann-Straße 18 (Karte) | Wohnhaus                        | | 094 97899          | Baudenkmal                   | Wohnhaus                        |
| Ernst-Thälmann-Straße 20 (Karte) | Wohnhaus                        | Wohnhaus | 094 18837          | Baudenkmal                   | Weitere Bilder                  |
| Ernst-Thälmann-Straße 26 (Karte) | Wohnhaus                        | Wohnhaus | 094 18836          | Baudenkmal                   | Wohnhaus                        |
| Ernst-Thälmann-Straße 28 (Karte) | Wohnhaus                        | Wohnhaus | 094 18835          | Baudenkmal                   | Wohnhaus                        |
| Ernst-Thälmann-Straße 37 (Karte) | Wohnhaus                        | Wohnhaus | 094 18833          | Baudenkmal                   | Wohnhaus                        |
| Ernst-Thälmann-Straße 44 (Karte) | Wohn- und Geschäftshaus         | Wohn- und Geschäftshaus                                                                                      | 094 18832          | Baudenkmal                   | Wohn- und Geschäftshaus         |
| Ernst-Thälmann-Straße 57 (Karte) | Wohnhaus                        | | 094 97901          | Baudenkmal                   | Wohnhaus                        |
| Ernst-Thälmann-Straße, Stendaler Straße 1 (Karte) | Schmiede                        | Schmied-Freitag (Ernst-Werner Freitag)                                                                       | 094 97897          | Baudenkmal                   | BW                              |
| Feldstraße, Schulstraße, Wernstedter Straße (Karte) | Friedhof                        | Stadtpark, Alter Friedhof                                                                                    | 094 97878          | Baudenkmal                   | BW                              |
| Gardelegener Straße 2 (Karte) | Torhaus                         | Torhaus | 094 18847          | Baudenkmal                   | BW                              |
| Gardelegener Straße 21 (Karte) | Ackerbürgerhaus                 | | 094 97906          | Baudenkmal                   | BW                              |
| Gardelegener Straße 22 (Karte) | Ackerbürgerhaus                 | | 094 97902          | Baudenkmal                   | BW                              |
| Gardelegener Straße 28 (Karte) | Ackerbürgerhaus                 | | 094 97903          | Baudenkmal                   | BW                              |
| Gardelegener Straße 40, 42 (Karte) | Wohnhaus                        | | 094 97904          | Baudenkmal                   | BW                              |
| Gartenstraße (Karte) | Gutshof                         | Gutshof Gut von Alvensleben                                                                                  | 094 97907          | Baudenkmal                   | BW                              |
| Am Park, Gartenstraße (Karte) | Park                            | Park | 094 97907 001      | Teilobjekt eines Baudenkmals | BW                              |
| Gartenstraße 11a (Karte) | Scheune                         | Scheune | 094 97908          | Baudenkmal                   | Scheune                         |
| Gerichtstraße 12 (Karte) | Wohn- und Geschäftshaus         | Wohn- und Geschäftshaus                                                                                      | 094 18848          | Baudenkmal                   | BW                              |
| Gerichtstraße 17 (Karte) | Ackerbürgerhaus                 | | 094 97867          | Baudenkmal                   | BW                              |
| Gerichtstraße 20 (Karte) | Wohnhaus                        | Wohnhaus | 094 18849          | Baudenkmal                   | BW                              |
| Gerichtstraße 21 (Karte) | Wohnhaus                        | Wohnhaus | 094 18849          | Baudenkmal                   | BW                              |
| Gerichtstraße 22 (Karte) | Wohnhaus                        | Wohnhaus | 094 18853          | Baudenkmal                   | BW                              |
| Gerichtstraße 26, 26a, 26b (Karte) | Brauerei                        | | 094 97868          | Baudenkmal                   | BW                              |
| Gerichtstraße 30 (Karte) | Wohnhaus                        | | 094 97869          | Baudenkmal                   | Wohnhaus                        |
| Gerichtstraße 31 (Karte) | Gerichtsgebäude                 | Gerichtsgebäude                                                                                              | 094 21286          | Baudenkmal                   | BW                              |
| Gerichtstraße 32 (Karte) | Wohnhaus                        | Wohnhaus | 094 18854          | Baudenkmal                   | BW                              |
| Gerichtstraße 48 (Karte) | Wohnhaus                        | | 094 97870          | Baudenkmal                   | BW                              |
| Marktstraße 2 (Karte) | Wohnhaus                        | | 094 97871          | Baudenkmal                   | Wohnhaus                        |
| Marktstraße 4 (Karte) | Wohnhaus                        | Wohnhaus | 094 18855          | Baudenkmal                   | BW                              |
| Marktstraße 9 (Karte) | Zum Pottkuchen                  | Ackerbürgerhof                                                                                               | 094 97872          | Baudenkmal                   | Zum Pottkuchen                  |
| Pfarrstege (Karte) | Sankt-Nicolai-Kirche            | Kirche St. Nicolai                                                                                           | 094 97854          | Baudenkmal                   | Weitere Bilder                  |
| Pfarrstege 6 (Karte) | Pfarrhof                        | | 094 97880          | Baudenkmal                   | BW                              |
| Rathausstraße 1 (Karte) | Wohn- und Geschäftshaus         | Adler-Apotheke                                                                                               | 094 97875          | Baudenkmal                   | BW                              |
| Rathausstraße 18 (Karte) | Ackerbürgerhaus                 | | 094 97873          | Baudenkmal                   | BW                              |
| Rathausstraße 26, 28 (Karte) | Schmiede                        | | 094 97874          | Baudenkmal                   | BW                              |
| Rathausstraße 39 (Karte) | Ackerbürgerhaus                 | | 094 97876          | Baudenkmal                   | BW                              |
| Schulstraße 5 (Karte) | Wohnhaus                        | | 094 97877          | Baudenkmal                   | BW                              |
| Schulstraße 18 (Karte) | Wohnhaus                        | Wohnhaus | 094 97879          | Baudenkmal                   | Wohnhaus                        |
| Stendaler Straße (Karte) | Wassermühlenwerke Otto Wernecke | Mühle Vierseitenhof einer Wassermühle aus den 1850/60er Jahren, Silo im Stil der Neuen Sachlichkeit von 1923 | 094 97881          | Baudenkmal                   | Wassermühlenwerke Otto Wernecke |
| Stendaler Straße 25 (Karte) | Wohnhaus                        | | 094 97882          | Baudenkmal                   | Wohnhaus                        |
| Stendaler Straße 31 (ehemals Stendaler Straße 27) (Karte) | Wohnhaus                        | | 094 97883          | Baudenkmal                   | Wohnhaus                        |
| Straße der Jugend (Karte) | Villa                           | Gut II | 094 97884          | Baudenkmal                   | BW                              |

### Altmersleben
| Lage                                          | Bezeichnung    | Beschreibung | Erfassungs- nummer | Ausweisungsart | Bild           |
| --------------------------------------------- | -------------- | ------------ | ------------------ | -------------- | -------------- |
| Dorfstraße (Karte)                            | Kirche         |              | 094 90114          | Baudenkmal     | Weitere Bilder |
| Dorfstraße östlich der Kirche (Karte)         | Kriegerdenkmal |              | 094 90115          | Baudenkmal     | BW             |
| Dorfstraße zwischen Nr. 26 und Nr. 27 (Karte) | Wohnhaus       |              | 094 90119          | Baudenkmal     | BW             |
| Dorfstraße 1 (Karte)                          | Bauernhof      |              | 094 90116          | Baudenkmal     | BW             |
| Dorfstraße 21 (Karte)                         | Bauernhaus     |              | 094 90117          | Baudenkmal     | BW             |
| Dorfstraße 23 (Karte)                         | Scheune        |              | 094 90118          | Baudenkmal     | BW             |
| Dorfstraße 28 (Karte)                         | Bauernhof      |              | 094 90120          | Baudenkmal     | BW             |
| Dorfstraße 32 (Karte)                         | Bauernhof      |              | 094 90121          | Baudenkmal     | BW             |
| Mittelstraße 47 (Karte)                       | Wohnhaus       |              | 094 90122          | Baudenkmal     | BW             |

### Badel
| Lage                                 | Bezeichnung    | Beschreibung | Erfassungs- nummer | Ausweisungsart | Bild   |
| ------------------------------------ | -------------- | ------------ | ------------------ | -------------- | ------ |
| Badeler Dorfstraße (Karte)           | Kirche         |              | 094 06047          | Baudenkmal     | Kirche |
| Badeler Dorfstraße, Westende (Karte) | Kriegerdenkmal |              | 094 61211          | Kleindenkmal   | BW     |
| Badeler Dorfstraße 17 (Karte)        | Bauernhof      |              | 094 61212          | Baudenkmal     | BW     |

### Beese
| Lage                      | Bezeichnung | Beschreibung | Erfassungs- nummer | Ausweisungsart | Bild   |
| ------------------------- | ----------- | ------------ | ------------------ | -------------- | ------ |
| Beeser Dorfstraße (Karte) | Kirche      |              | 094 06565          | Baudenkmal     | Kirche |

### Brunau
| Lage                                           | Bezeichnung | Beschreibung              | Erfassungs- nummer | Ausweisungsart | Bild           |
| ---------------------------------------------- | ----------- | ------------------------- | ------------------ | -------------- | -------------- |
| Bahnhofstraße (Karte)                          | Bahnhof     | Bahnhof Brunau-Packebusch | 094 06049          | Baudenkmal     | Bahnhof        |
| zwischen Großer und Kleiner Dorfstraße (Karte) | Kirche      | St. Martin                | 094 16088          | Baudenkmal     | Weitere Bilder |
| Dolchauer Straße 2 (Karte)                     | Wohnhaus    |                           | 094 06928          | Baudenkmal     | BW             |
| Große Dorfstraße, Ecke Bahnhofstraße (Karte)   | Wegweiser   |                           | 094 61219          | Kleindenkmal   | Wegweiser      |
| Große Dorfstraße 2 (Karte)                     | Bauernhaus  |                           | 094 61218          | Baudenkmal     | Bauernhaus     |
| Große Dorfstraße 4 (Karte)                     | Bauernhaus  |                           | 094 06443          | Baudenkmal     | Bauernhaus     |
| Kleine Dorfstraße 1 (Karte)                    | Bauernhof   |                           | 094 06538          | Baudenkmal     | BW             |

### Brüchau
| Lage                  | Bezeichnung        | Beschreibung | Erfassungs- nummer | Ausweisungsart | Bild           |
| --------------------- | ------------------ | --- | ------------------ | -------------- | -------------- |
| Dorfstraße (Karte)    | Dorfkirche Brüchau | Kirche Im Kern spätromanische Feldsteinkirche vom Ende des 13. Jahrhunderts, 1867 nach Westen erweitert und mit Dachreiter in Fachwerkbauweise versehen. | 094 98639          | Baudenkmal     | Weitere Bilder |
| Dorfstraße 21 (Karte) | Wohnhaus           | | 094 98637          | Baudenkmal     | Wohnhaus       |
| Dorfstraße 26 (Karte) | Wohnhaus           | | 094 98638          | Baudenkmal     | Wohnhaus       |

### Butterhorst
| Lage                            | Bezeichnung | Beschreibung | Erfassungs- nummer | Ausweisungsart | Bild    |
| ------------------------------- | ----------- | ------------ | ------------------ | -------------- | ------- |
| Kastanienstraße (Karte)         | Kapelle     |              | 094 90123          | Baudenkmal     | Kapelle |
| Kreuzkastanienstraße 11 (Karte) | Bauernhaus  |              | 094 90124          | Baudenkmal     | BW      |

### Bühne
| Lage                  | Bezeichnung | Beschreibung | Erfassungs- nummer | Ausweisungsart | Bild   |
| --------------------- | ----------- | ------------ | ------------------ | -------------- | ------ |
| Dorfstraße (Karte)    | Denkmal     |              | 094 97886          | Baudenkmal     | BW     |
| Dorfstraße (Karte)    | Kirche      |              | 094 97890          | Baudenkmal     | Kirche |
| Dorfstraße 12 (Karte) | Wohnhaus    |              | 094 97887          | Baudenkmal     | BW     |
| Dorfstraße 20 (Karte) | Bauernhaus  |              | 094 97888          | Baudenkmal     | BW     |
| Dorfstraße 23 (Karte) | Bauernhaus  |              | 094 97889          | Baudenkmal     | BW     |

### Cheinitz
| Lage                    | Bezeichnung | Beschreibung | Erfassungs- nummer | Ausweisungsart | Bild   |
| ----------------------- | ----------- | ------------ | ------------------ | -------------- | ------ |
| Am Rundling (Karte)     | Kirche      |              | 094 61226          | Baudenkmal     | Kirche |
| Zum Rundling 34 (Karte) | Bauernhof   |              | 094 61227          | Baudenkmal     | BW     |

### Dolchau
| Lage                  | Bezeichnung | Beschreibung | Erfassungs- nummer | Ausweisungsart | Bild   |
| --------------------- | ----------- | ------------ | ------------------ | -------------- | ------ |
| Dorfstraße (Karte)    | Kirche      |              | 094 61243          | Baudenkmal     | Kirche |
| Dorfstraße 17 (Karte) | Schule      |              | 094 61244          | Baudenkmal     | BW     |

### Engersen
| Lage                       | Bezeichnung | Beschreibung | Erfassungs- nummer | Ausweisungsart | Bild           |
| -------------------------- | ----------- | ------------ | ------------------ | -------------- | -------------- |
| Dorfplatz (Karte)          | Denkmal     |              | 094 98027          | Baudenkmal     | BW             |
| Dorfplatz (Karte)          | Kirche      |              | 094 98025          | Baudenkmal     | Weitere Bilder |
| Dorfplatz 10 (Karte)       | Bauernhaus  |              | 094 98026          | Baudenkmal     | BW             |
| Ortsstraße 1, 3, 5 (Karte) | Torhaus     |              | 094 98029          | Baudenkmal     | BW             |

### Güssefeld
| Lage                                | Bezeichnung        | Beschreibung | Erfassungs- nummer | Ausweisungsart | Bild   |
| ----------------------------------- | ------------------ | ------------ | ------------------ | -------------- | ------ |
| Birkenweg 14 (Karte)                | Umspannwerk        |              | 094 90125          | Baudenkmal     | BW     |
| Dorfstraße (Karte)                  | Kirche             |              | 094 90126          | Baudenkmal     | Kirche |
| Dorfstraße Ecke Kirchstraße (Karte) | Kriegerdenkmal     |              | 094 90127          | Baudenkmal     | BW     |
| Dorfstraße 16 (Karte)               | Bauernhof          |              | 094 90128          | Baudenkmal     | BW     |
| Dorfstraße 17 (Karte)               | Pfarrhof           |              | 094 90129          | Baudenkmal     | BW     |
| Zu den Wiesen 13 (Karte)            | Wirtschaftsgebäude |              | 094 90130          | Baudenkmal     | BW     |

### Faulenhorst
| Lage                 | Bezeichnung | Beschreibung | Erfassungs- nummer | Ausweisungsart | Bild |
| -------------------- | ----------- | ------------ | ------------------ | -------------- | ---- |
| Dorfstraße 3 (Karte) | Bauernhof   |              | 094 90136          | Baudenkmal     | BW   |

### Hagenau
| Lage                                                                           | Bezeichnung | Beschreibung | Erfassungs- nummer | Ausweisungsart | Bild   |
| ------------------------------------------------------------------------------ | ----------- | ------------ | ------------------ | -------------- | ------ |
| Nordostrand des Straßendorfes, Einmündung Gladigauer Straße/Dorfstraße (Karte) | Kirche      |              | 094 61259          | Baudenkmal     | Kirche |

### Jeetze
| Lage                              | Bezeichnung    | Beschreibung | Erfassungs- nummer | Ausweisungsart | Bild   |
| --------------------------------- | -------------- | ------------ | ------------------ | -------------- | ------ |
| Ortsausgang nach Siepe (Karte)    | Mühle          |              | 094 06051          | Baudenkmal     | BW     |
| Am Dorfplatz (Karte)              | Kirche         |              | 094 06534          | Baudenkmal     | Kirche |
| Am Dorfplatz (Karte)              | Grabmal        |              |                    | Kleindenkmal   | BW     |
| Am Dorfplatz (Karte)              | Grabmal        |              |                    | Kleindenkmal   | BW     |
| Dorfplatz (Karte)                 | Kriegerdenkmal |              | 094 61236          | Kleindenkmal   | BW     |
| Dorfstraße, nähe Friedhof (Karte) |                |              |                    | Kleindenkmal   | BW     |

### Jeggeleben
| Lage                   | Bezeichnung | Beschreibung | Erfassungs- nummer | Ausweisungsart | Bild   |
| ---------------------- | ----------- | ------------ | ------------------ | -------------- | ------ |
| Dorfstraße (Karte)     | Kirche      |              | 094 06052          | Baudenkmal     | Kirche |
| Dorfstraße 18a (Karte) | Pfarrhof    |              | 094 12353          | Baudenkmal     | BW     |

### Jemmeritz
| Lage                  | Bezeichnung | Beschreibung | Erfassungs- nummer | Ausweisungsart | Bild |
| --------------------- | ----------- | ------------ | ------------------ | -------------- | ---- |
| Neue Mühle 1 (Karte)  | Mühle       | Neue Mühle   | 094 98635          | Baudenkmal     | BW   |
| Dorfstraße 16 (Karte) | Schule      |              | 094 98636          | Baudenkmal     | BW   |

### Kahrstedt
| Lage                  | Bezeichnung    | Beschreibung | Erfassungs- nummer | Ausweisungsart | Bild   |
| --------------------- | -------------- | ------------ | ------------------ | -------------- | ------ |
| An den Eichen (Karte) | Kirche         |              | 094 06053          | Baudenkmal     | Kirche |
| An den Eichen (Karte) | Kriegerdenkmal |              | 094 06458          | Kleindenkmal   | BW     |
| Dorfstraße 12 (Karte) | Bauernhof      |              | 094 61229          | Baudenkmal     | BW     |
| Dorfstraße 16 (Karte) | Bauernhof      |              | 094 61228          | Baudenkmal     | BW     |

### Kakerbeck
| Lage                          | Bezeichnung  | Beschreibung         | Erfassungs- nummer | Ausweisungsart | Bild           |
| ----------------------------- | ------------ | -------------------- | ------------------ | -------------- | -------------- |
| Dorfstraße vor Nr. 88 (Karte) | Gedenkstätte |                      | 094 98633          | Baudenkmal     | BW             |
| Dorfstraße (Karte)            | Kirche       | Dorfkirche Kakerbeck | 094 98634          | Baudenkmal     | Weitere Bilder |
| Dorfstraße 29 (Karte)         | Wohnhaus     |                      | 094 98630          | Baudenkmal     | BW             |
| Dorfstraße 74 (Karte)         | Bauernhaus   |                      | 094 98631          | Baudenkmal     | BW             |
| Dorfstraße 88 (Karte)         | Pfarrhof     |                      | 094 98632          | Baudenkmal     | BW             |

### Karritz
| Lage                                                                  | Bezeichnung | Beschreibung | Erfassungs- nummer | Ausweisungsart | Bild   |
| --------------------------------------------------------------------- | ----------- | ------------ | ------------------ | -------------- | ------ |
| Dorfstraße (Karte)                                                    | Kirche      |              | 094 06625          | Baudenkmal     | Kirche |
| Dorfstraße 1, 2, 3, 4, 5, 6, 7a, 7b, 8, 9, 10, 11, 12, 13, 15 (Karte) | Ortskern    |              | 094 97298          | Denkmalbereich | BW     |

### Klein Engersen
| Lage                   | Bezeichnung    | Beschreibung | Erfassungs- nummer | Ausweisungsart | Bild   |
| ---------------------- | -------------- | ------------ | ------------------ | -------------- | ------ |
| Dorfplatz (Karte)      | Kirche         |              | 094 98031          | Baudenkmal     | Kirche |
| Dorfplatz (Karte)      | Kriegerdenkmal |              | 094 98032          | Baudenkmal     | BW     |
| Winkelstraße 3 (Karte) | Scheune        |              | 094 98033          | Baudenkmal     | BW     |

### Mehrin
| Lage                        | Bezeichnung | Beschreibung | Erfassungs- nummer | Ausweisungsart | Bild   |
| --------------------------- | ----------- | ------------ | ------------------ | -------------- | ------ |
| Mehriner Dorfstraße (Karte) | Kirche      |              | 094 61245          | Baudenkmal     | Kirche |
| Dorfstraße 3 (Karte)        | Torscheune  |              | 094 61246          | Baudenkmal     | BW     |

### Mösenthin
| Lage                                         | Bezeichnung | Beschreibung | Erfassungs- nummer | Ausweisungsart | Bild   |
| -------------------------------------------- | ----------- | ------------ | ------------------ | -------------- | ------ |
| Dorfstraße (Karte)                           | Kirche      |              | 094 06540          | Baudenkmal     | Kirche |
| Dorfstraße 1 Westseite des Kirchhofs (Karte) | Bauernhof   |              | 094 06541          | Baudenkmal     | BW     |

### Neuendorf am Damm
| Lage                                 | Bezeichnung | Beschreibung | Erfassungs- nummer | Ausweisungsart | Bild   |
| ------------------------------------ | ----------- | ------------ | ------------------ | -------------- | ------ |
| Dorfstraße (Karte)                   | Kirche      |              | 094 06623          | Baudenkmal     | Kirche |
| Dorfstraße 10 (Karte)                | Bauernhof   |              | 094 97296          | Baudenkmal     | BW     |
| Dorfstraße 12, 12a (Karte)           | Wohnhaus    |              | 094 97297          | Baudenkmal     | BW     |
| Karritzer Straße, bei Nr. 13 (Karte) | Meilenstein |              |                    | Kleindenkmal   | BW     |

### Packebusch
| Lage                                                   | Bezeichnung | Beschreibung | Erfassungs- nummer | Ausweisungsart | Bild   |
| ------------------------------------------------------ | ----------- | ------------ | ------------------ | -------------- | ------ |
| Bahnhofstraße (Karte)                                  | Kirche      |              | 094 06536          | Baudenkmal     | Kirche |
| Bahnhofstraße 53 (Karte)                               | Wohnhaus    |              | 094 61255          | Baudenkmal     | BW     |
| Bahnhofstraße 55 (Karte)                               | Bauernhaus  |              | 094 06059          | Baudenkmal     | BW     |
| Bahnhofstraße 56 (Karte)                               | Bauernhof   |              | 094 61256          | Baudenkmal     | BW     |
| Bahnhofstraße 133 (bis 2011: Bahnhofstraße 33) (Karte) | Pfarrhof    |              | 094 60920          | Baudenkmal     | BW     |
| Bahnhofstraße 149 (bis 2011: Bahnhofstraße 46) (Karte) | Villa       |              | 094 61253          | Baudenkmal     | BW     |
| Hagenauer Straße 15 (Karte)                            | Wohnhaus    |              | 094 61257          | Baudenkmal     | BW     |
| Hagenauer Straße 26 (Karte)                            | Bauernhof   |              | 094 61258          | Baudenkmal     | BW     |

### Plathe
| Lage                 | Bezeichnung | Beschreibung | Erfassungs- nummer | Ausweisungsart | Bild   |
| -------------------- | ----------- | ------------ | ------------------ | -------------- | ------ |
| Dorfstraße (Karte)   | Kirche      |              | 094 61220          | Baudenkmal     | Kirche |
| Dorfstraße 9 (Karte) | Scheune     |              | 094 61221          | Baudenkmal     | BW     |

### Sallenthin
| Lage                                   | Bezeichnung    | Beschreibung | Erfassungs- nummer | Ausweisungsart | Bild   |
| -------------------------------------- | -------------- | ------------ | ------------------ | -------------- | ------ |
| Dorfstraße (Karte)                     | Kirche         |              | 094 80116          | Baudenkmal     | Kirche |
| Dorfstraße am Feuerwehrgebäude (Karte) | Kriegerdenkmal |              | 094 61146          | Kleindenkmal   | BW     |
| Dorfstraße 8 (Karte)                   | Torscheune     |              | 094 61147          | Baudenkmal     | BW     |

### Siepe
| Lage                    | Bezeichnung | Beschreibung | Erfassungs- nummer | Ausweisungsart | Bild   |
| ----------------------- | ----------- | ------------ | ------------------ | -------------- | ------ |
| Alte Dorfstraße (Karte) | Kirche      |              | 094 06539          | Baudenkmal     | Kirche |

### Thüritz
| Lage                                                   | Bezeichnung | Beschreibung | Erfassungs- nummer | Ausweisungsart | Bild   |
| ------------------------------------------------------ | ----------- | ------------ | ------------------ | -------------- | ------ |
| Landstraße nach Badel, am Abzweig des Feldwegs (Karte) | Wegweiser   |              | 094 61216          | Kleindenkmal   | BW     |
| Landstraße nach Güssefeld (Karte)                      | Wegweiser   |              | 094 61217          | Kleindenkmal   | BW     |
| Dorfstraße (Karte)                                     | Kirche      |              | 094 61213          | Baudenkmal     | Kirche |
| Dorfstraße 45 Nordzeile des Straßendorfs (Karte)       | Bauernhof   |              | 094 61214          | Baudenkmal     | BW     |
| Dorfstraße 46 Nordzeile des Straßendorfes (Karte)      | Bauernhof   |              | 094 61215          | Baudenkmal     | BW     |

### Vahrholz
| Lage               | Bezeichnung | Beschreibung | Erfassungs- nummer | Ausweisungsart | Bild   |
| ------------------ | ----------- | ------------ | ------------------ | -------------- | ------ |
| Dorfstraße (Karte) | Kirche      |              | 094 97891          | Baudenkmal     | Kirche |

### Vienau
| Lage                                                | Bezeichnung | Beschreibung | Erfassungs- nummer | Ausweisungsart | Bild   |
| --------------------------------------------------- | ----------- | ------------ | ------------------ | -------------- | ------ |
| Im Wiesengrund 4 (bis 2011: Dorfstraße 4) (Karte)   | Gutshof     | Ruine        | 094 61241          | Baudenkmal     | BW     |
| Im Wiesengrund 20 (bis 2011: Dorfstraße 14) (Karte) | Bauernhaus  |              | 094 61242          | Baudenkmal     | BW     |
| Zum Töpperberg 8 (bis 2011: Dorfstraße) (Karte)     | Kirche      |              | 094 06062          | Baudenkmal     | Kirche |

### Vietzen
| Lage                  | Bezeichnung    | Beschreibung | Erfassungs- nummer | Ausweisungsart | Bild   |
| --------------------- | -------------- | ------------ | ------------------ | -------------- | ------ |
| An der Kirche (Karte) | Kirche         |              | 094 61230          | Baudenkmal     | Kirche |
| An der Kirche (Karte) | Kriegerdenkmal |              | 094 61231          | Kleindenkmal   | BW     |
| Dorfstraße 12 (Karte) | Bauernhof      |              | 094 61232          | Baudenkmal     | BW     |

### Wernstedt
| Lage                      | Bezeichnung        | Beschreibung | Erfassungs- nummer | Ausweisungsart | Bild   |
| ------------------------- | ------------------ | ------------ | ------------------ | -------------- | ------ |
| Dorfstraße (Karte)        | Kirche             |              | 094 98620          | Baudenkmal     | Kirche |
| Dorfstraße 14 (Karte)     | Wohnhaus           |              | 094 98619          | Baudenkmal     | BW     |
| Dorfstraße 28 (Karte)     | Wirtschaftsgebäude |              | 094 98621          | Baudenkmal     | BW     |
| Dorfstraße 40 (Karte)     | Meilenstein        |              |                    | Kleindenkmal   | BW     |
| Dorfstraße 42, 44 (Karte) | Bauernhaus         |              | 094 98622          | Baudenkmal     | BW     |
| Dorfstraße 48 (Karte)     | Bauernhof          |              | 094 98623          | Baudenkmal     | BW     |

### Winkelstedt
| Lage                             | Bezeichnung | Beschreibung | Erfassungs- nummer | Ausweisungsart | Bild   |
| -------------------------------- | ----------- | ------------ | ------------------ | -------------- | ------ |
| Winkelstedter Dorfstraße (Karte) | Kirche      | Dorfkirche   | 094 90131          | Baudenkmal     | Kirche |

### Wustrewe
| Lage                 | Bezeichnung        | Beschreibung | Erfassungs- nummer | Ausweisungsart | Bild   |
| -------------------- | ------------------ | ------------ | ------------------ | -------------- | ------ |
| Dorfstraße (Karte)   | Meilenstein        |              |                    | Baudenkmal     | BW     |
| Dorfstraße (Karte)   | Distanzstein       |              | 094 90137          | Baudenkmal     | BW     |
| Dorfstraße (Karte)   | Kirche             |              | 094 90138          | Baudenkmal     | Kirche |
| Dorfstraße 1 (Karte) | Bauernhof          |              | 094 90139          | Baudenkmal     | BW     |
| Dorfstraße 2 (Karte) | Wirtschaftsgebäude |              | 094 90140          | Baudenkmal     | BW     |

### Zethlingen
| Lage                                                    | Bezeichnung    | Beschreibung | Erfassungs- nummer | Ausweisungsart | Bild           |
| ------------------------------------------------------- | -------------- | ------------ | ------------------ | -------------- | -------------- |
| Dorfstraße (Karte)                                      | Kirche         |              | 094 06064          | Baudenkmal     | Weitere Bilder |
| Dorfstraße gegenüber der Kirche, beim Pfarrhaus (Karte) | Denkmal        |              | 094 61222          | Kleindenkmal   | BW             |
| Dorfstraße Nordostseite des Kirchhofs (Karte)           | Kriegerdenkmal |              | 094 61223          | Kleindenkmal   | BW             |
| Dorfstraße 26 (Karte)                                   | Bauernhof      |              | 094 61225          | Baudenkmal     | BW             |
| Dorfstraße 5a (Karte)                                   | Bauernhaus     |              | 094 61224          | Baudenkmal     | BW             |

### Zierau
| Lage                          | Bezeichnung | Beschreibung | Erfassungs- nummer | Ausweisungsart | Bild           |
| ----------------------------- | ----------- | ------------ | ------------------ | -------------- | -------------- |
| Zierau, hinter Nr. 35 (Karte) | Kirche      |              | 094 61148          | Baudenkmal     | Weitere Bilder |
| südlich der Ortslage (Karte)  | Mühle       |              | 094 14338          | Baudenkmal     | BW             |

## Ehemalige Kulturdenkmale nach Ortsteilen
Die nachfolgenden Objekte waren ursprünglich ebenfalls denkmalgeschützt oder wurden in der Literatur als Kulturdenkmale geführt. Die Denkmale bestehen heute jedoch nicht mehr, ihre Unterschutzstellung wurde aufgehoben oder sie werden nicht mehr als Denkmale betrachtet.

### Engersen
| Lage                                          | Bezeichnung | Beschreibung | Erfassungs- nummer | Ausweisungsart | Bild |
| --------------------------------------------- | ----------- | ------------ | ------------------ | -------------- | ---- |
| Im Winkel 6 (ehemals: Winkelstraße 6) (Karte) | Bauernhaus  |              | 094 98028          | Baudenkmal     | BW   |

### Neuendorf am Damm
| Lage                             | Bezeichnung | Beschreibung | Erfassungs- nummer | Ausweisungsart | Bild |
| -------------------------------- | ----------- | ------------ | ------------------ | -------------- | ---- |
| Neuendorfer Dorfstraße 5 (Karte) | Bauernhaus  |              | 094 97294          | Baudenkmal     | BW   |

## Legende
In den Spalten befinden sich folgende Informationen:
- Lage: Nennt den Straßennamen und wenn vorhanden die Hausnummer des Kulturdenkmals. Die Grundsortierung der Liste erfolgt nach dieser Adresse. Der Link „Karte“ führt zu verschiedenen Kartendarstellungen und nennt die geographischen Koordinaten.
Link zu einem Kartenansichtstool, um Koordinaten zu setzen. In der Kartenansicht sind Baudenkmale ohne Koordinaten mit einem roten bzw. orangen Marker dargestellt und können in der Karte gesetzt werden. Baudenkmale ohne Bild sind mit einem blauen bzw. roten Marker gekennzeichnet, Baudenkmale mit Bild mit einem grünen bzw. orangen Marker.
- Offizielle Bezeichnung: Nennt den Namen, die Bezeichnung oder zumindest die Art des Kulturdenkmals und verlinkt, soweit vorhanden, auf den Artikel zum Objekt.
- Beschreibung: Nennt bauliche und geschichtliche Einzelheiten des Kulturdenkmals, vorzugsweise die Denkmaleigenschaften.
- Erfassungsnummer: Für jedes Kulturdenkmal wird in Sachsen-Anhalt eine 20stellige Erfassungsnummer vergeben. Die letzten zwölf Ziffern werden für die Untergliederung nach Teilobjekten genutzt und werden nur angegeben, soweit vergeben. In dieser Spalte kann sich folgendes Icon  befinden, dies führt zu Angaben zu diesem Baudenkmal bei Wikidata.
- Ausweisungsart: Die Einordnung des Denkmales nach § 2 Abs. 2 DenkmSchG LSA
- Bild: Ein Bild des Denkmales, und gegebenenfalls einen Link zu weiteren Fotos des Kulturdenkmals im Medienarchiv Wikimedia Commons. Wenn man auf das Kamerasymbol klickt, können Fotos zu Kulturdenkmalen aus dieser Liste hochgeladen werden: